# Stjepan Rasic
Stjepan "Stippe" Rasic, född 21 april 1941 i dåvarande Jugoslavien, död 24 december 2022 i Malmö. Stjepan Rasic är känd för att 1972 ha öppnat "Stippes korvbar" på Södra Förstadsgatan vid Triangeln i centrala Malmö.
Rasic kom 24 år gammal 1965 till Malmö från dåvarande Jugoslavien, tio dagar efter ankomsten fick han arbete på Eternitfabriken i Lomma, där han jobbade i sex år.
Det var efter en festkväll i Malmö som Rasic såg en svaghet i Malmös nöjesliv, det fanns ingenstans att få nattmat efter midnatt.
En liten butikslokal blev Stippes första adress, men malmöbor var ännu inte redo för kryddstark korv med vitlök och ajvar, och första månaden kom knappt några kunder.
Men Stippe kom på att bjuda Malmös taxichaufförer på gratis kaffe, och snart kom de även för att äta, och deras kunder, följt av poliser, brandmän och ambulanspersonal.
Under de kommande 50 åren hade Stippes tre adresser, samtliga runt triangeln, och under många år var Stippes öppet dygnet runt, och blev med tiden en "institution" i Malmös nattliv.